# Au Crocodile

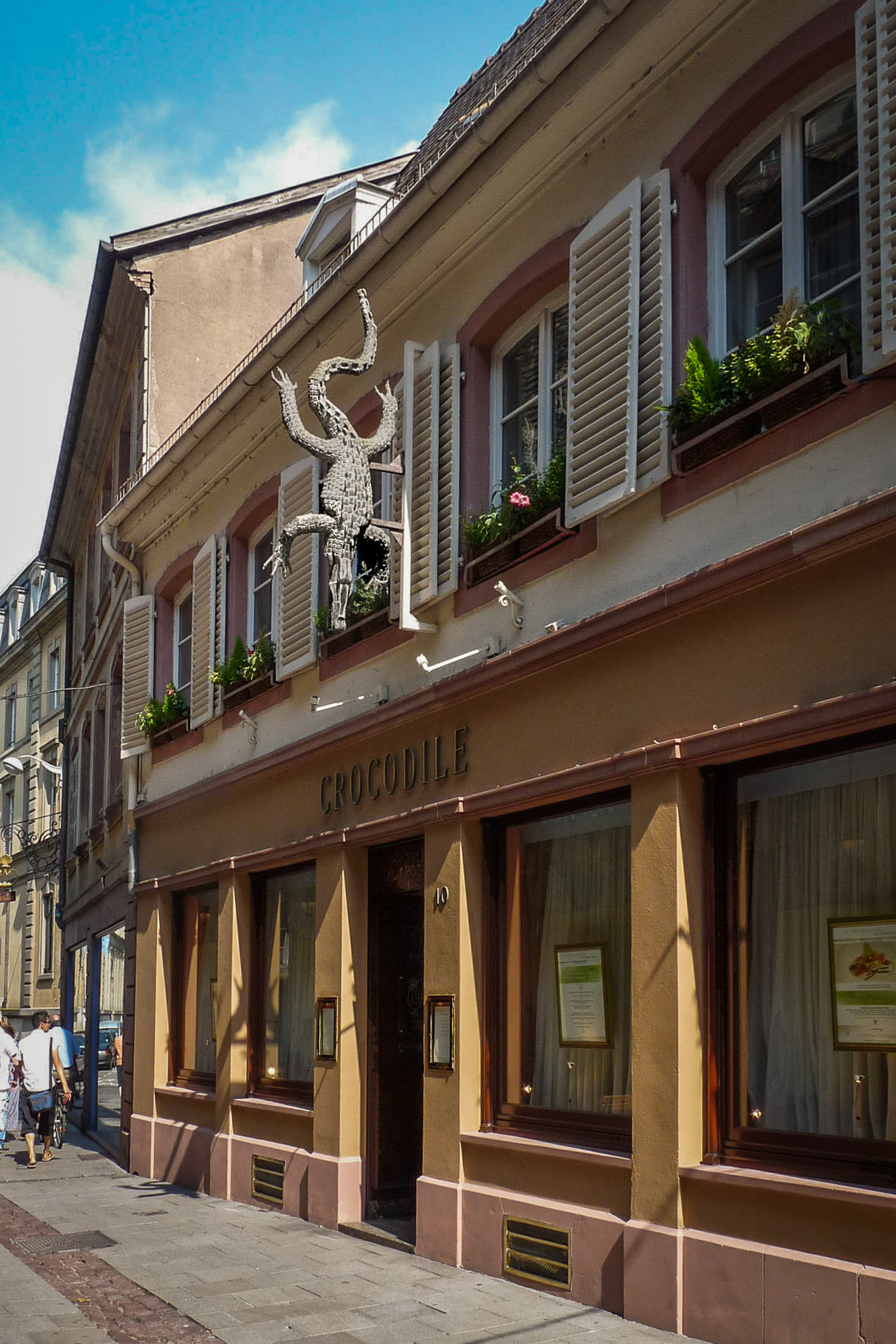
Restaurant Au Crocodile in Straßburg

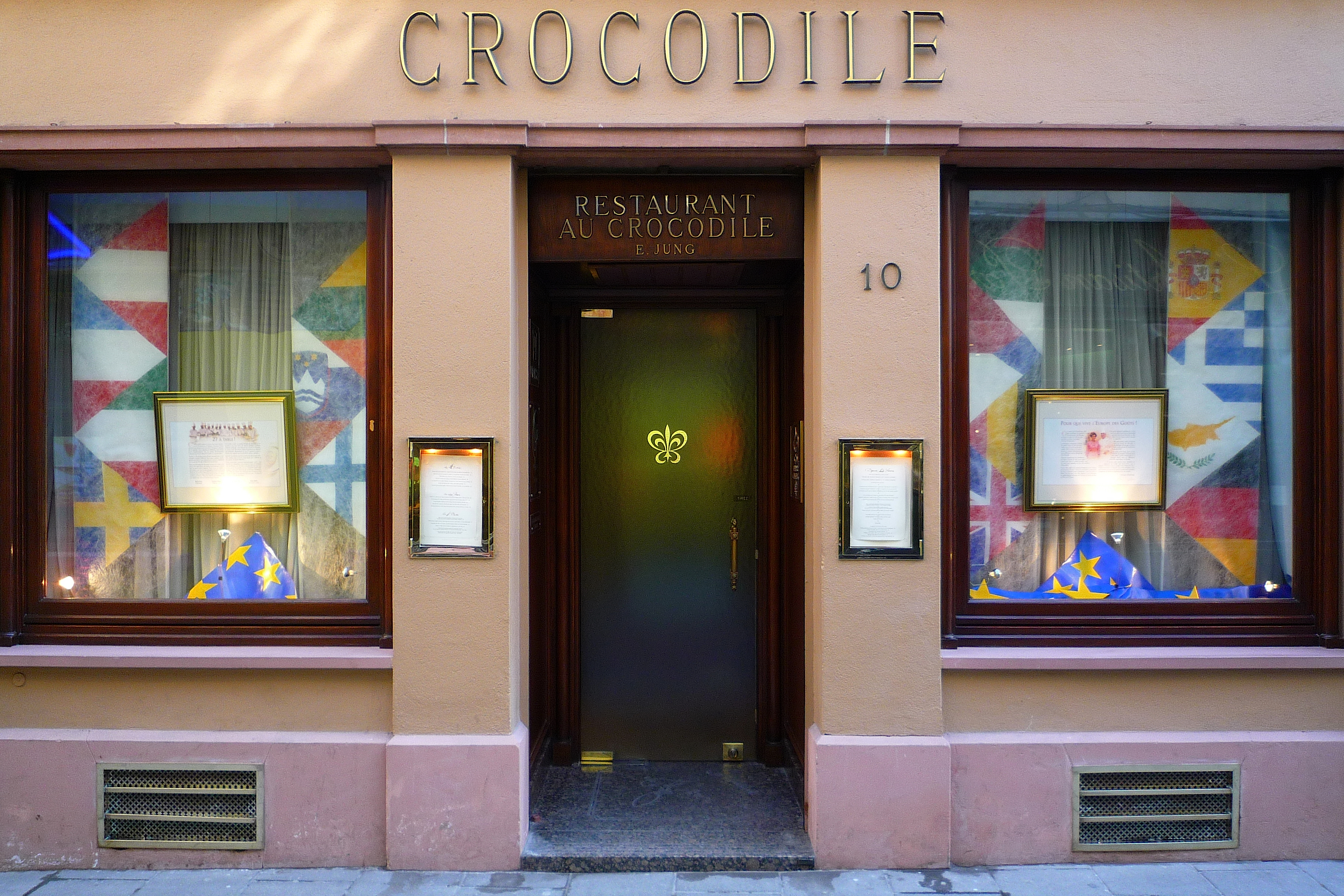
Eingang

Au Crocodile ist ein seit 1801 existierendes Restaurant in Straßburg. Es ist seit 1958 fast durchgehend mit einem Michelinstern ausgezeichnet, zwischen 1975 und 2009 unter Émile Jung sogar mit zwei oder drei Sternen.

## Geschichte
Hauptmann Ackermann kaufte 1801 das Anwesen von der Kirche und wandelte es zur Gaststätte um. Er war mit Napoleons Armee vom Ägyptenfeldzug zurückgekehrt und hatte von dort ein ausgestopftes namengebendes Krokodil mitgebracht.
1958 wurde das Restaurant Au Crocodile unter Ernest Schenck mit einem Michelinstern ausgezeichnet.
Émile Jung (1941–2020) kaufte 1971 das Restaurant, das 1972 erneut mit einem Michelinstern ausgezeichnet wurde, 1975 kam der zweite Stern hinzu. 1989 erhielt das Restaurant unter Émile Jung den dritten Stern, ab 2003 wieder zwei Sterne.
Nach 38 Jahren verkaufte Emile Jung 2009 das Au Crocodile an Philippe Bohrer, das Restaurant wurde bis 2014 mit einem Michelinsternen bewertet. Im Februar 2015 kaufte der Gastronom Cédric Moulot (* 1978) das Restaurant, das seit 2016 – zuerst unter Küchenchef Franck Pelux – wieder mit einem Stern bewertet wird. 2019 wurde das Au Crocodile grundlegend renoviert.
Seit Januar 2020 ist Romain Brillat (* 1985) Küchenchef; seit 2021 wird es wieder mit einem Stern bewertet.

## Hommage
Küchenchef Michel Jacob, elsässischer Herkunft, eröffnete 1983 als Hommage an Émile Jung das Restaurant Crocodile in Vancouver.